# Bahdschat at-Talhuni

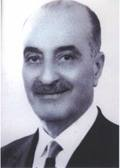
Bahdschat at-Talhuni (1965)

Bahdschat Abd al-Qadir at-Talhuni (arabisch بهجت عبد القادر التلهوني, DMG Bahǧat ʿAbdu l-Qādir at-Talhūnī; auch Bahjat Abdul Khadr al-Talhouni; * 1913 in Maʿan, Osmanisches Reich; † 30. Januar 1994 in Amman) war ein jordanischer Politiker und viermaliger Ministerpräsident Jordaniens.

## Leben
Der im heutigen Jordanien geborene at-Talhuni wurde nach dem Studium der Rechtswissenschaft 1938 zum Richter in Karak berufen und wirkte dort bis 1952, als er zum Präsidenten des Appellationsgerichts ernannt wurde.
Kurz darauf wurde er 1953 als Innenminister ins Kabinett berufen und gehörte diesem bis 1954 an. Danach wurde der Parteilose erstmals Präsident des Königlichen Hofes und war als solcher bis 1960 einer der engsten Berater von König Hussein I.
Am 29. August 1960 wurde er nach der Ermordung von Hazza' al-Majali erstmals Ministerpräsident Jordaniens und bekleidete dieses Amt bis zu seiner Ablösung durch Wasfi at-Tall am 28. Januar 1962. 1961 übernahm er für einige Zeit auch das Amt des Außenministers.
Nachdem er zwischen 1963 und 1964 erneut Präsident des Königlichen Hofes war, wurde er am 6. Juli 1964 abermals Ministerpräsident und behielt dieses Amt knapp sieben Monate bis 14. Februar 1965 und wurde dann erneut von at-Tall abgelöst.
Am 7. Oktober 1967 wurde er zum dritten Mal Ministerpräsident und übernahm zwischen 1967 und 1968 auch wieder das Amt des Außenministers. Er wurde am 24. März 1969 von Abd al-Munʿim ar-Rifaʿi abgelöst, seinem vorherigen Nachfolger als Außenminister.
Nur fünf Monate später wurde er am 13. August 1970 als Nachfolger von ar-Rifaʿi selbst zum vierten Mal Ministerpräsident, ehe ihm Abd al-Munʿim ar-Rifaʿi am 27. Juni 1970 erneut als Ministerpräsident folgte.
Der selbst eher zurückhaltende at-Talhuni wurde in den folgenden Jahren trotz seiner Loyalität zum König als moderater Nasserist angesehen und gerade deshalb von König Hussein I. auf wichtige Posten berufen, wenn es um eine Verbesserung der Beziehungen zu Ägypten ging und wenn er die Kontrolle des Kabinetts sichern wollte. Bezüglich der Guerillas der Palästinensischen Befreiungsorganisation (PLO) in Jordanien, dem politischen Hauptproblem des Landes in den nächsten Jahren, nahm er einen vielschichtigen Standpunkt ein: Während deren Loyalität zur jordanischen Gesellschaft akzeptierte er diese und suchte insoweit ein Übereinkommen mit der PLO. Andererseits wurde er jedes Mal als Ministerpräsident entlassen, wenn unpopuläre Maßnahmen gegen die Palästinenser zu treffen waren.
1973 wurde er abermals Chef des Königlichen Hofes und war danach zwischen 1974 und 1980 Präsident des Senats. Während dieser Zeit war er zudem Leiter zahlreicher panarabischer parlamentarischer Komitees auf Internationalen Veranstaltungen und Konferenzen. Darüber hinaus war er auch langjähriger Vorsitzender der Jordanisch-Sowjetischen Freundschaftsgesellschaft, der heutigen Jordanisch-Russischen Freundschaftsgesellschaft.